# 蘆中人紅花介
蘆中人紅花介（学名：Aglaiocypris luchungjeni）为玻璃介科紅花介屬下的一个种。

## 外部連結
- 維基物種上的相關：蘆中人紅花介